# لاين بوندي
لاين بوندي (بالإنجليزية: Line Bonde)‏ ولدت عام 1979 وهي مقاتلة دنمركية في السلاح الجوي.
في يوليو 2006 ، وعمرها 27 عاما، أصبحت أول طيارة مقاتلة دنمركية، تحلق بطائرة جنرال دايناميكس إف-16 فايتينغ فالكون.

## حياتها
ترعرعت بوندي في يوتلاند، جوتلاند، في أسرة دنماركية تقليدية حيث كان والدها العائل الرئيسي للأسرة وكانت والدتها تعمل نصف يوم لترعى المنزل وتربي الأولاد. كانت بوندي سباحة قوية في المدرسة وأصبحت بعد ذلك واحدة من أفضل السباحين في الدنمارك. لكن السباحة لم تكن كافية لها فبمجرد أن شاركت في رحلة تجريبية في طائرة لوكهيد سي-130 هيركوليز التابعة للقوات الجوية الدنماركية، عرفت أنها مقدر لها أن تصبح طيارة.
فشلت بوندي في أول اختبار لها، ولكن ليس لسبب عيب أو خطأ منها ولكن ببساطة لأن اللجنة التحكيمية كانت تظن أنها لا تعرف سوى القليل عن الطيران. عادت بعد ذلك بعام، واستكملت التدريب الأساسي في الطيران في عام 2002. وقضت بعد ذلك عامين في مدرسة الضباط، ثم 16 شهرا في الولايات المتحدة حيث تدربت بشكل كافي بعد أن أكملت دورة تدريبية في قاعدة شيبارد الجوية تحت يورو-الناتو. وفي بداية عام 2006 ، عادت إلى الدنمارك لتخدم في القاعدة الجوية.